# Маллингер, Матильда
Матильда Маллингер (нем. Mathilde Mallinger, (по мужу — баронесса Шиммельпфенниг); 17 февраля 1847, Грац — 19 апреля 1920, Берлин) — хорватская, австрийская и немецкая оперная певица (лирическое сопрано), музыкальный педагог.
Родилась в семье Ватрослава Лихтенеггера, известного хорватского композитора, хорового дирижёра и музыкального педагога. Первые уроки музыки и пения получила у отца.
Училась в Пражской консерватории у Джованни Баттиста Гордиджани, позже в Вене у Ричарда Леви. В Вене состоялась встреча и знакомство певицы с Рихардом Вагнером, который, услышав пение Матильды Маллингер, рекомендовал её в Баварский оперный театр.
В 1866 году М. Маллингер впервые выступила в Мюнхене на сцене Баварской оперы. С огромным успехом она пела в операх Вагнера — «Нюрнбергские мейстерзингеры», «Валькирия», «Лоэнгрин», «Тангейзер».
В 1869 г. переехала в Берлин, где стала одной из ведущих певиц Берлинской оперы, на сцене которой выступала до 1882 г.
Позже М. Маллингер с большим успехом выступала в Берлинской, Дрезденской, Веймарской, Венской операх, Петербургском Мариинском театре.

## Избранный репертуар
- Винченцо Беллини
- Норма — Норма

- Рихард Вагнер
- Нюрнбергские мейстерзингеры — Ева, дочь Погнера
- Лоэнгрин — Эльза Брабантская
- Валькирия — Зиглинда

- Людвиг ван Бетховен
- Фиделио — Леонора, жена Флорестана, скрывающаяся под именем Фиделио

- Вольфганг Амадей Моцарт
- Дон Жуан — Донна Анна, невеста Дона Оттавио
- Свадьба Фигаро — Розина, графиня Альмавива
- Волшебная флейта — Памина, дочь Царицы ночи

- Джакомо Мейербер
- Гугеноты — Валентина, дочь графа де Сен-Бри

- Карл Мария фон Вебер
- Волшебный стрелок — Агата, дочь графского лесничего

В 1890—1895 г. М. Маллингер работала преподавателем пения в консерватории Праги, а затем вплоть до смерти — в берлинской консерватории. Воспитала целый ряд талантливых оперных певцов и певиц, в частности, К. Г. Держинскую, Лотту Леман и других.
Учитывая её заслуги, кайзер Вильгельм II в 1916 г. присвоил М. Маллингер почётное звание «Каммерзенгер».